# Neoclypeodytes discretus
Neoclypeodytes discretus är en skalbaggsart som först beskrevs av Sharp 1882.  Neoclypeodytes discretus ingår i släktet Neoclypeodytes och familjen dykare. Inga underarter finns listade i Catalogue of Life.